# József Keller
József Keller (Nagykanizsa, 29 settembre 1965) è un ex calciatore ungherese, di ruolo difensore o centrocampista.

## Caratteristiche tecniche
Terzino sinistro, poteva giocare come esterno sinistro di centrocampo o come mediano.

## Carriera

### Club
Nel 1984 è acquistato dal Ferencváros. In seguito gioca anche in Belgio e nella Ligue 2 francese, prima di tornare in patria, dove chiude nella quarta serie a circa 45 anni. Ha in bacheca 12 titoli (4 campionati) vinti tutti con la formazione del Ferencváros, club per il quale ha disputato più di 300 match.

### Nazionale
Ha partecipato ai Mondiali Under-20 del 1985.
Debutta in nazionale il 9 settembre del 1986 contro la Norvegia (0-0).

## Palmarès
- Campionato ungherese: 4

Ferencváros: 1991-1992, 1994-1995, 1995-1996, 2000-2001
- Coppa d'Ungheria: 5

Ferencváros: 1990-1991, 1992-1993, 1993-1994, 1994-1995, 2002-2003
- Supercoppa d'Ungheria: 3

Ferencváros: 1993, 1994, 1995